# Rossia macrosoma
Rossia macrosoma  (лат.) — вид головоногих моллюсков рода Rossia из семейства сепиолиды (Sepiolidae).

## Распространение
Атлантический океан (северо-восточная часть от Сенегала на юге до Исландии на севере), включая Средиземное море, Северное море. Встречаются на глубинах от 32 до 899 м (обычно от 200 до 400 м).

## Промысел
Семейство Sepiolidae в целом не является объектом целенаправленного промысла, хотя эти моллюски могут рассматриваться как потенциальный ресурс, поскольку особи аналогичного небольшого размера являются приловом в испанском и португальском рыболовстве и поступают в продажу для потребления человеком в Испании.  

## Описание
Мелкие головоногие моллюски, длина мантии до 6 см. От близких видов рода отличается расположением присосок на булаве примерно в 10 рядов, а также не доходящим до переднего края мантии переднего края плавников.
Щупальцы с расширенной неизогнутой булавой. Гектокотилизированы обе спинные руки. Гладиус развит. Светящиеся органы на чернильном мешке и папиллоивидные железы по бокам прямой кишки отсутствуют. Голова и передний край мантии не срастаются на спинной стороне. 
Сезон нереста длится с весны до осени с пиками весной и осенью, что соответствует основным размерным классам. 
Включен в список Международной Красной книги МСОП в статусе DD (Data Deficient).

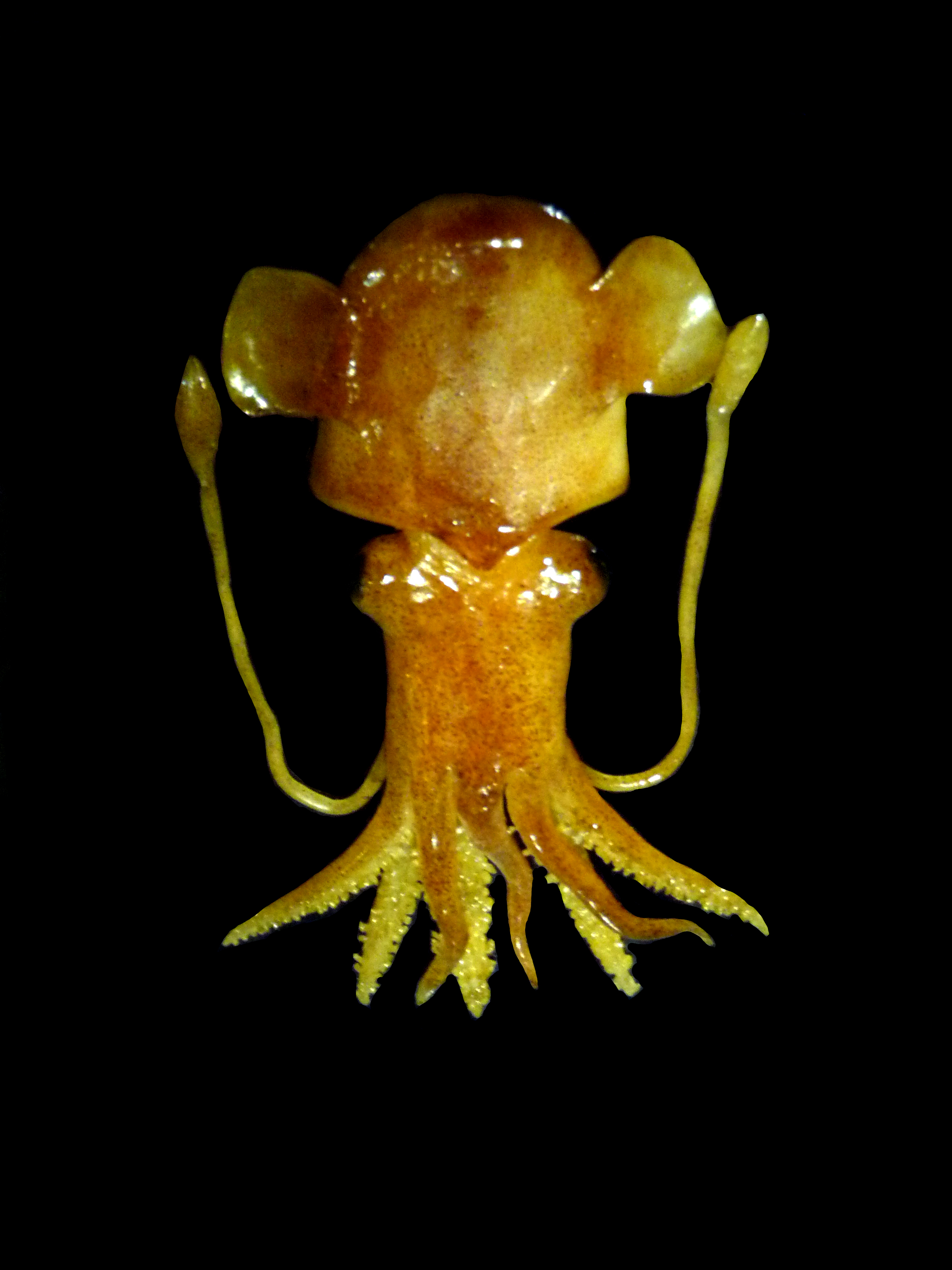
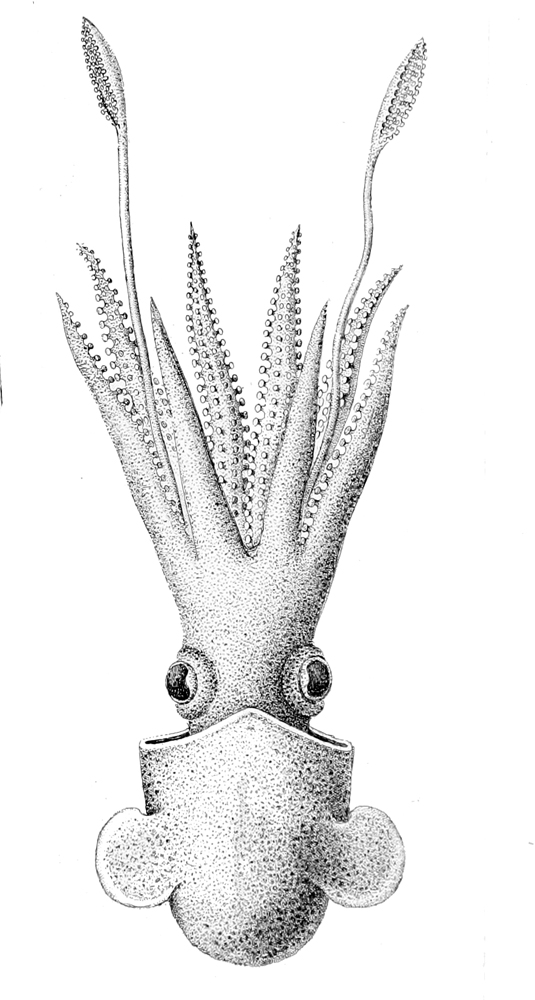